# باريس-كاممبير 2020
باريس-كاممبير 2020 هو سباق دراجات هوائية من فئة  سباق يوم واحد، وهو الموسم الحادي والثمانين من باريس-كاممبير، وأقيم في 22 سبتمبر 2020 ضمن سباقات طواف أوروبا للدراجات 2020.
فاز بالمركز الأول Dorian Godon ‏، وفاز بالمركز الثاني ماوريتس لامرتينك، وفاز بالمركز الثالث ناصر بوهاني.

## التصنيف العام النهائي
| التصنيف العام         | التصنيف العام    | التصنيف العام       | التصنيف العام | التصنيف العام |
| العداء                | العداء           | الفريق              | الوقت         |               |
| --------------------- | ---------------- | ------------------- | ------------- | ------------- |
| 1                     | Dorian Godon ‏    | AG2R La Mondiale    | 4 س 23 د 41 ث |               |
| 2                     | ماوريتس لامرتينك | Circus-Wanty Gobert | + 0 ث         |               |
| 3                     | ناصر بوهاني      | اركيا سامسيك        | + 8 ث         |               |
|                       |                  |                     |               |               |
| مصدر: ProCyclingStats |                  |                     |               |               |

## وصلات خارجية
- لمحة عن سباق باريس-كاممبير 2020 على موقع  ProCyclingStats   (برو  سايكلنج  ستاتس) - إحصاءات  محترفي  الدراجات.
- باريس-كاممبير 2020 على موقع إحصائيات الدراجات الإحترافية (الإنجليزية)